# 住明正

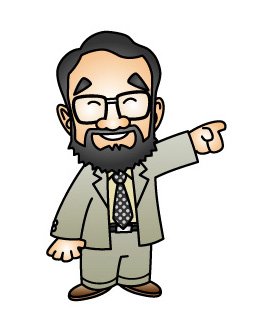
住明正をモデルとしたイラスト

住 明正（すみ あきまさ、1948年（昭和23年）9月2日 - ）は、日本の気象学者。岐阜県出身。東京大学名誉教授。東京大学未来ビジョン研究センター特任教授。専門分野は気象学、気候力学。

## 略歴

### 学歴
- 1961年（昭和36年）3月 岐阜市立長良小学校卒業
- 1964年（昭和39年）3月 岐阜市立長良中学校卒業
- 1967年（昭和42年）3月 岐阜県立岐阜高等学校卒業
- 1967年（昭和42年）4月 東京大学教養学部理科1類入学
- 1971年（昭和46年）6月 東京大学理学部物理学科卒業
- 1973年（昭和48年）3月 東京大学大学院理学系研究科物理学専攻修士課程修了

### 職歴
- 1973年（昭和48年）4月 気象庁東京管区気象台調査課
- 1975年（昭和50年）4月 気象庁予報部電子計算室
- 1979年（昭和54年）2月 ハワイ大学気象学教室助手
- 1981年（昭和56年）5月 気象庁予報部電子計算室
- 1985年（昭和60年）4月 東京大学理学部地球物理学教室助教授
- 1991年（平成3年）7月 東京大学気候システム研究センター教授
- 1995年（平成7年）10月 東京大学気候システム研究センターセンター長を兼任（2004年（平成16年）3月まで）
- 2005年（平成17年）8月 東京大学サステイナビリティ学連携研究機構地球持続戦略研究イニシアティブ統括ディレクターを兼任
- 2006年（平成18年）11月 東京大学サステイナビリティ学連携研究機構・教授（特任教授を兼任）
- 2012年（平成24年）10月 国立環境研究所理事
- 2013年（平成25年）4月1日 国立環境研究所理事長（2017年（平成29年）3月31日まで）
- 2019年4月 東京大学未来ビジョン研究センター特任教授

### 受賞歴
- 1983年 日本気象学会山本賞 「冬季モンスーンの大規模な特徴の研究」
- 1994年 日本気象学会藤原賞 「熱帯大気・海洋系の相互作用の研究」
- 2005年 日経地球環境技術賞

## 業績

### 著作
- 1986：気象における予測、予測（朝日出版社）
- 1993：気候はどう決まるか（岩波書店）
- 1999：地球温暖化の真実（ウェッジ選書）
- 2007：さらに進む地球温暖化（ウエッジ選書）

### 共著書など
- 1990：異常気象と気候変動、東京大学公開講座50「気の世界」第3章
- 1990：地球物理概論（小嶋稔編）
- 1996：岩波講座地球惑星科学（岩波書店）
  - 第2巻　地球システム科学（共著）
  - 第3巻　地球環境論（編著）
  - 第9巻　気候変動論（編著）
- 1997：岩波講座地球惑星科学（岩波書店）
  - 第7巻　数値地球科学（編著）
  - 第14巻　社会地球科学（編著）
- 1999：気候変化の予測の可能性、大気環境学（岩波講座地球環境学）第5章、岩波書店、219-248
- 1999：現象解明と問題解決のはざまにー新しい科学を模索する試み、大気環境学（岩波講座地球環境学）第8章、岩波書店、219-248
- 2001：大気大循環モデル、本音で話そう地球温暖化、丸善
- 2003：地球温暖化問題とは何か、理科総合B 第3編、数研出版
- 2003：エルニーニョと地球温暖化、オーム社、116
- 2003：考えよう地球環境（全7巻）、ポプラ社（監修）
- 2004：科学に基づく政治交渉の重要性、第1章、地球温暖化問題の再検証、東洋経済新報社
- 2007：地球史が語る近未来の環境、第4章　気候の近未来予測、東大出版社、81-98
- 2008：気候変動がわかる気象学、やりなおしサイエンス講座5、NTT出版
- 2009：温室効果ガス貯留・固定と社会システム、コロナ社
- 2010：地球環境論　新装版地球システム科学2、岩波書店
- 2010：地球環境論　新装版地球惑星科学3、岩波書店